# Chipre en los Juegos Olímpicos de Londres 2012
Chipre estuvo representado en los Juegos Olímpicos de Londres 2012 por un total de 13 deportistas que compitieron en 7 deportes. Responsable del equipo olímpico fue el Comité Olímpico Chipriota, así como las federaciones deportivas nacionales de cada deporte con participación.
El portador de la bandera en la ceremonia de apertura fue el tenista Marcos Baghdatis.

## Medallistas
El equipo olímpico chipriota obtuvo la siguiente medalla:
| Nombre          | Deporte | Competición |
| --------------- | ------- | ----------- |
| Oro             |         |             |
| —               |         |             |
| Plata           |         |             |
| Pavlos Kontidis | Vela    | Laser M     |
| Bronce          |         |             |
| —               |         |             |